# 大野哲煥
大野 哲煥（オオノ・チョルファン、韓国語: 오노철환、1993年10月25日 - ）は、島根県出身で韓国籍のサッカー選手。ポジションはGK。

## クラブ経歴
島根県出身。高校進学時にサンフレッチェ広島ユースに加入。トップチームへの昇格はならず、元日本代表チームコーディネーターの小山哲司を監督に迎えて強化を図る城西国際大学（当時千葉県大学リーグ2部）に進学。
2015年7月、ジェフユナイテッド千葉への加入内定が発表された。城西国際大学サッカー部出身者として初のJリーガーとなった。内定後、特別指定選手として登録された。
加入後2年半はベンチ入りの機会もなかったが、2018年9月1日、J2第31節山口戦で先発しプロ初出場を記録した。この試合でプロ初アシストを記録したほか、守備でも何度も決定機を止めるなどし完封勝利に貢献し、以降9試合連続スタメンを務める。
しかしその後は不安定さが度々見られ、同年38節大分戦では経験の浅さゆえか、プレーの繊細さを欠きペナルティエリア外でハンドをするなどのミスを連発する。その後はベンチ起用となった。
2019年はガンバ大阪から期限付き移籍加入した鈴木椋大の影響もあり、公式戦ベンチ入りは1試合のみであった。
2020年、栃木SCへ期限付き移籍。同年シーズン終了後、栃木への移籍期間満了が発表され、同時に千葉との契約も満了となった。
2021年、FC岐阜へ加入した。2023年11月27日、契約満了による退団を発表。
2024年1月10日、鹿児島ユナイテッドFCへの加入が発表された。2024年11月11日、契約満了による退団を発表。

## 所属クラブ
- サンパルス浜田FC（島根県浜田市立原井小）
- レスポール浜田FC（広島県安芸高田市立吉田中)
- サンフレッチェ広島ユース（広島県立吉田高）
- 城西国際大学
  - 2015年7月 - 同年12月  ジェフユナイテッド千葉（特別指定選手）
- 2016年 - 2020年  ジェフユナイテッド千葉
  - 2020年  栃木SC（期限付き移籍）
- 2021年 - 2023年  FC岐阜
- 2024年  鹿児島ユナイテッドFC

## 個人成績
| 国内大会個人成績 | 国内大会個人成績 | 国内大会個人成績 | 国内大会個人成績 | 国内大会個人成績 | 国内大会個人成績 | 国内大会個人成績 | 国内大会個人成績 | 国内大会個人成績 | 国内大会個人成績 | 国内大会個人成績 | 国内大会個人成績 |
| 年度             | クラブ           | 背番号           | リーグ           | リーグ戦         | リーグ戦         | リーグ杯         | リーグ杯         | オープン杯       | オープン杯       | 期間通算         | 期間通算         |
| 年度             | クラブ           | 背番号           | リーグ           | 出場             | 得点             | 出場             | 得点             | 出場             | 得点             | 出場             | 得点             |
| 日本             | 日本             | 日本             | 日本             | リーグ戦         | リーグ戦         | リーグ杯         | リーグ杯         | 天皇杯           | 天皇杯           | 期間通算         | 期間通算         |
| ---------------- | ---------------- | ---------------- | ---------------- | ---------------- | ---------------- | ---------------- | ---------------- | ---------------- | ---------------- | ---------------- | ---------------- |
| 2016             | 千葉             | 31               | J2               | 0                | 0                | -                | -                | 0                | 0                | 0                | 0                |
| 2017             | 千葉             | 31               | J2               | 0                | 0                | -                | -                | 0                | 0                | 0                | 0                |
| 2018             | 千葉             | 31               | J2               | 9                | 0                | -                | -                | 0                | 0                | 9                | 0                |
| 2019             | 千葉             | 31               | J2               | 0                | 0                | -                | -                | 0                | 0                | 0                | 0                |
| 2020             | 栃木             | 31               | J2               | 0                | 0                | -                | -                | -                | -                | 0                | 0                |
| 2021             | 岐阜             | 31               | J3               | 0                | 0                | -                | -                | 0                | 0                | 0                | 0                |
| 2022             | 岐阜             | 31               | J3               | 3                | 0                | -                | -                | 1                | 0                | 4                | 0                |
| 2023             | 岐阜             | 31               | J3               | 4                | 0                | -                | -                | 2                | 0                | 6                | 0                |
| 2024             | 鹿児島           | 31               | J2               | 4                | 0                | 1                | 0                | 1                | 0                | 6                | 0                |
| 通算             | 日本             | 日本             | J2               | 13               | 0                | 1                | 0                | 1                | 0                | 15               | 0                |
| 通算             | 日本             | 日本             | J3               | 7                | 0                | -                | -                | 3                | 0                | 10               | 0                |
| 総通算           | 総通算           | 総通算           | 総通算           | 20               | 0                | 1                | 0                | 4                | 0                | 25               | 0                |

※2015年（特別指定選手）は出場なし
- Jリーグ初出場 - 2018年9月1日 J2第31節 対レノファ山口FC（維新みらいふスタジアム）